# 파트리요트

파트리요트기.

파트리요트(프랑스어: patriotes [pat.ʁi.jɔt][*])는 19세기 말에서 1830년대까지 하캐나다(오늘날의 퀘벡)에 존재했던 정치운동이다. 대표 정당조직은 캐나다당(또는 애국당)으로, 하캐나다 입법회(하캐나다 의회의 선출직 하원)에 다수석을 가지고 있었다.
처음에는 하캐나다 식민정부의 지배에 대한 자유주의적, 공화주의적 반대운동으로 시작했다가, 과거 프랑스 식민지였던 하캐나다 지역이 영국의 지배를 받는 것에 반대하는 민족주의적 성격도 띠게 되었다. 이념적으로 미국 독립혁명과 라틴아메리카 독립전쟁, 고전자유주의, 공화주의의 영향을 받았다. 주요 인물로는 프랑수아 블랑셰, 피에르스타니슬라 베다르, 존 닐슨, 장토마 타셰로, 제임스 스튜어트 옥스퍼드 준남작, 루이 부르다지, 데니스벤저민 바이거, 대니얼 트레이시, 에드먼드 베일리 오캘러핸, 앤드루 스튜어트, 울프레드 넬슨, 로버트 넬슨, 토머스 스토로 브라운, 프랑수아 잘베르, 루이조제프 파피노 등이 있었다.
파트리요트 운동은 주로 하캐나다 정계의 민주화를 요구했다. 예컨대 당시 하캐나다의 상원인 입법평의회는 영국 국왕에 의해 임명된 평의원들이 종신으로 해먹는 비민주적 기구였는데, 이것을 선출직으로 바꿀 것을 요구했다. 또한 식민지 예산을 입법회에서 통제할 것을 주장했다. 1834년 루이조제프 파피노가 이런저런 요구들을 정리해 92개조 결의안을 작성, 영국에 제출했다. 그러나 이 안은 러셀 결의안에 의해 거의 부정되었고, 이로 인해 분노한 파트리요트는 급진화되어 하캐나다 공화국의 독립을 요구하게 된다(1837년~1838년 반란).